# Chuniapan de Arriba
Chuniapan de Arriba är en ort i Mexiko.   Den ligger i kommunen Uxpanapa och delstaten Veracruz, i den sydöstra delen av landet, 600 km öster om huvudstaden Mexico City. Chuniapan de Arriba ligger 125 meter över havet och antalet invånare är 454.
Terrängen runt Chuniapan de Arriba är platt åt sydväst, men åt nordost är den kuperad. Runt Chuniapan de Arriba är det ganska glesbefolkat, med 29 invånare per kvadratkilometer. Närmaste större samhälle är Poblado 10, 16,0 km sydväst om Chuniapan de Arriba. I omgivningarna runt Chuniapan de Arriba växer i huvudsak städsegrön lövskog.